# USAAF ムスタング
『USAAF ムスタング』（USAAF Mustang）はNMKが開発し、UPLが1990年6月に発売した業務用ビデオゲーム。第二次世界大戦を題材に、アメリカ軍の戦闘機「ムスタング」を操縦して日本軍と空中戦を繰り広げる、2人同時プレイが可能な横スクロールシューティングゲームである。
1991年にはNMKの許諾を受けて、タイトーがメガドライブ版を『ファイアームスタング』と改題した上で発売。また、2021年にはハムスターが『アーケードアーカイブス』の1作品として、PlayStation 4とNintendo Switch向けにアーケード版の移植版を発売した。

## ゲーム内容
本作は同じくNMKが1987年に開発した、『P-47』タイプの横スクロールシューティングである。タイトルの「USAAF」はアメリカ陸軍航空軍（United States Army Air Forces）で、「ムスタング」はP-51戦闘機である。第二次世界大戦のアメリカ軍のムスタングを操作し、敵のドイツ軍と日本軍を相手に戦うといった設定になっている。
8方向レバー＋ショットAとショットBの2ボタン（機銃＋爆弾、ストライクフォーサー）で自機のP-51戦闘機（ムスタング）を操作する。ステージは基本的に地形の無い横スクロールで、空中からは戦闘機、地上からは主に車両や戦車、戦艦が敵として攻撃してくる。
機銃と爆弾はそれぞれ空中の敵と地上の敵を攻撃するのに対応しており、アイテムキャリアであるヘリコプターを撃破すると現れるアイテムを取ることで攻撃を強化出来る。ショットBのストライクフォーサーは画面全体の全ての敵にダメージを与え、その瞬間自機は無敵状態になる。
ステージクリア後に倒した敵の数に応じて、ボーナススコアが加算される。ステージ数は全8面で、無限ループの仕様となっている。

### アイテム
- 1up　- 残機が一つ増える。
- 爆弾POWERUP　- 最大8連射。
- ストライクフォーサー +1　- 最大8個まで。

### ステージ構成
STAGE 1
ノルマンディー
STAGE 2
トラック諸島
STAGE 3
サイパン
STAGE 4
アルジェリア
STAGE 5
ビルマ
STAGE 6
アルプス
STAGE 7
ヤマト
STAGE 8
ベルリン

## 移植版
| No. | タイトル             | 発売日           | 対応機種                      | 開発元                | 発売元     | メディア                                | 型式    | 備考               |
| --- | -------------------- | ---------------- | ----------------------------- | --------------------- | ---------- | --------------------------------------- | ------- | ------------------ |
| 1   | ファイアームスタング | 1991年5月31日    | メガドライブ                  | NMK                   | タイトー   | 4Mロムカセット                          | T-11123 |                    |
| 2   | USAAF ムスタング     | INT 2021年9月2日 | PlayStation 4 Nintendo Switch | ハムスター (移植担当) | ハムスター | ダウンロード （アーケードアーカイブス） | -       | アーケード版の移植 |

ファイアームスタング
NMKから許諾を得て、タイトーがメガドライブ用ソフトとして発売した。以下のいくつかの違いがある。
- 1人プレイのみ。
- ステージ開始時や、ステージクリア後、ゲームクリア後のデモ画面がストーリー説明形式になっている。
- 全7面になっている。アーケード版の7面と8面が無くなり、代わりに7面が日本軍の超大型爆撃機を倒すものになっている。
- 自機が強化されたり、残機が増えるコマンドが使える。

## スタッフ

### メガドライブ版
- プロデューサー：YOUSUKE ONO
- ゼネラル・ディレクター：YUKIO TOMONARI
- プログラム・ディレクター：TAMIO MERRY
- プログラマー：KAZUHIRO
- ミュージック・コンポーザー：HIDE-KAZ
- キャラクター・デザイナー：IKEZU KENZI

出典：メガドライブ版『ファイアームスタング』 エンディング画面